# Eigenlijke tongen
De Eigenlijke tongen of kortweg Tongen (Soleidae) zijn een familie in de orde van de Platvissen (Pleuronectiformes). De familie omvat soorten die in zoutwater en zoetwater leven. Zij zijn bodemverblijvers die zich voeden met kleine schaaldieren en andere ongewervelden.
De tongen beginnen hun leven als gespiegeld-symmetrische larven, met een oog aan elke kant van de kop. Maar tijdens de ontwikkeling beweegt het linkeroog zich naar de rechterkant van de kop. De volwassen tongen liggen aan hun (blinde) linkerkant op de zeebodem, vaak bedekt onder de modder, en zijn in combinatie met hun donkere kleuren moeilijk te zien.
De tongen zijn (samen met botten) waargenomen door bathyscaaf (onderzeeboot) Trieste op de bodem van de Marianentrog op een diepte van meer dan 10.900 meter.
Vele tongen zijn belangrijke consumptievissen. Solea solea is het populairst in noordelijk Europa en het Middellandse Zeegebied.

## Lijst van geslachten
- Achiroides Bleeker, 1851
- Aesopia Kaup, 1858
- Aseraggodes Kaup, 1858
- Austroglossus Regan, 1920
- Bathysolea Roule, 1916
- Brachirus Swainson, 1839
- Buglossidium banaud, 1930
- Dagetichthys Stauch & Blanc, 1964
- Dicologlossa Chabanaud, 1927
- Heteromycteris Kaup, 1858
- Liachirus Günther, 1862
- Microchirus Bonaparte, 1833
- Monochirus Rafinesque, 1814
- Paradicula Whitley, 1931
- Pardachirus Günther, 1862
- Pegusa Günther, 1862
- Phyllichthys McCulloch, 1916
- Rendahlia Chabanaud, 1930
- Rhinosolea Fowler, 1946
- Solea Quensel, 1806
- Soleichthys Bleeker, 1860
- Strabozebrias Chabanaud, 1943
- Synaptura Cantor, 1849
- Synapturichthys Chabanaud, 1927
- Typhlachirus Hardenberg, 1931
- Vanstraelenia Chabanaud, 1950
- Zebrias Jordan & Snyder, 1900